# Lipoptena couturieri
Lipoptena couturieri är en tvåvingeart som beskrevs av Eugène Séguy 1935. Lipoptena couturieri ingår i släktet Lipoptena och familjen lusflugor. Inga underarter finns listade i Catalogue of Life.